# بوركا دي كادوري
بوركا دي كادوري (بالإيطالية: Borca di Cadore)‏ هي بلدية في مقاطعة بلونة في منطقة فنيتة الإيطالية، وتقع على بعد 110 كيلومتر (68 ميل) شمال مدينة البندقية و35 كيلومتر (22 ميل) شمال بلونة.